# Orden de San Miguel (Baviera)
La Orden al mérito de San Miguel (originariamente Orden de San Miguel) fue una orden caballeresca fundada en el Electorado de Colonia, pasando sucesivamente al reino de Baviera. Fue abolida en 1918.

## Historia

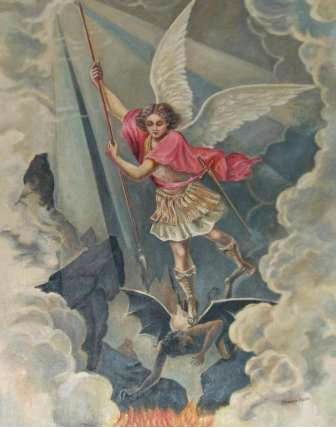
San Miguel arcángel, patrono de la Orden, en el acto de matar al demonio

La orden al mérito de San Miguel fue fundada en 1693 por el príncipe elector José Clemente de Baviera, arzobispo de Colonia y que luego pasó a la familia real de Baviera en la persona del rey Maximiliano I de Baviera.
Bajo el reino de Luis I de Baviera, la orden cambió el nombre a Orden al mérito de San Miguel (1837).

## Grados
La Orden disponía originalmente de 3 grados:
- Caballero de Gran Cruz
- Comendador
- Caballero

El 24 de junio de 1855, el rey Maximiliano II de Baviera amplió el número de los grados, llevándolos a cinco:
- Caballero de Gran Cruz
- Gran Comendador
- Comendador
- Caballero de I clase
- Caballero de II clase

## Insignias
La medalla de la orden consistía en una cruz esmaltada de azul oscuro y bordada de oro, con un grande medallón en el centro representante en relieve el episodio de San Miguel Arcángel que derrota el demonio. La decoración está sostenida a la cinta por medio de una corona real en oro.
La cinta de la orden es azul oscuro y rosa a los lados.

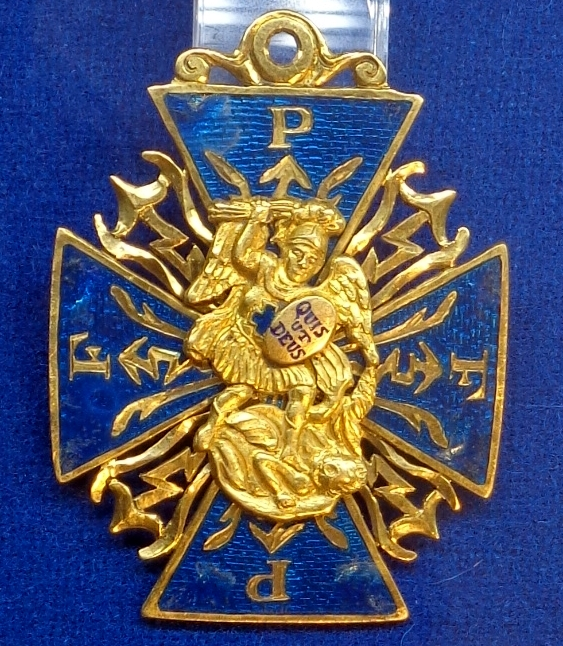
Insignia.

## Grandes maestres de la orden
| Gran maestre                                                                                     | Inicio del mandato       | Fin del Mandato     |
| ------------------------------------------------------------------------------------------------ | ------------------------ | ------------------- |
| José Clemente de Baviera, Arzobispo y Elector de Colonia.                                        | 29 de septiembre de 1693 | 1723                |
| Clemente Augusto de Baviera, Arzobispo y Elector de Colonia.                                     | 1723                     | 1761                |
| Juan Teodoro de Baviera, Obispo de Lieja.                                                        | 6 de mayo de 1761        | 27 de enero de 1763 |
| Clemente Francisco de Baviera.                                                                   | 1763                     | 1770                |
| Maximiliano III José, Duque de Baviera, Conde palatino del Rin, Elector del Sacro Romano Imperio | 18 de agosto de 1770     | 1777                |
| Carlos II Augusto, Duque de Zweibrücken-Birkenfeld.                                              | 1777                     | 1795                |
| Maximiliano José, Rey de Baviera.                                                                | 7 de diciembre de 1795   | 31 de marzo de 1799 |
| Guillermo, Duque en Baviera.                                                                     | 2 de abril de 1799       | 1837                |